# Kir
Kir är en alkoholhaltig dryck bestående av en del crème de cassis (svartvinbärslikör) och nio delar torrt vitt vin. Receptet på kir tillhör dem som är officiellt standardiserade av den internationella bartenderföreningen IBA. Dock förekommer varianter med andra bär- och fruktlikörer också. Om vitvinet ersätts med mousserande vin (till exempel champagne) erhålls en kir Royale.
Kir används ofta som aperitif. 
Sitt namn har drycken efter fransmannen Félix Kir (1876–1968). Denne blev känd under andra världskriget då han hjälpte 5000 fransmän att undkomma tyska koncentrationsläger. Han blev efter kriget vald till borgmästare i Dijon, och under hans ämbetstid var "kir" standarddrinken i stadshuset i Dijon.